# Wöbbelin
Wöbbelin är en kommun (tyska: Gemeinde) i sydvästra Mecklenburg-Vorpommern.
Kommunen ingår i kommunalförbundet Amt Ludwigslust-Land tillsammans med kommunerna Alt Krenzlin, Bresegard bei Eldena, Göhlen, Groß Laasch, Lübesse, Lüblow, Rastow, Sülstorf, Uelitz och Warlow.

## Geografi
Wöbbelin är beläget mellan Schwerin och Ludwigslust i distriktet Ludwigslust-Parchim.

## Historia
Wöbbelin omnämns för första gången år 1333. 

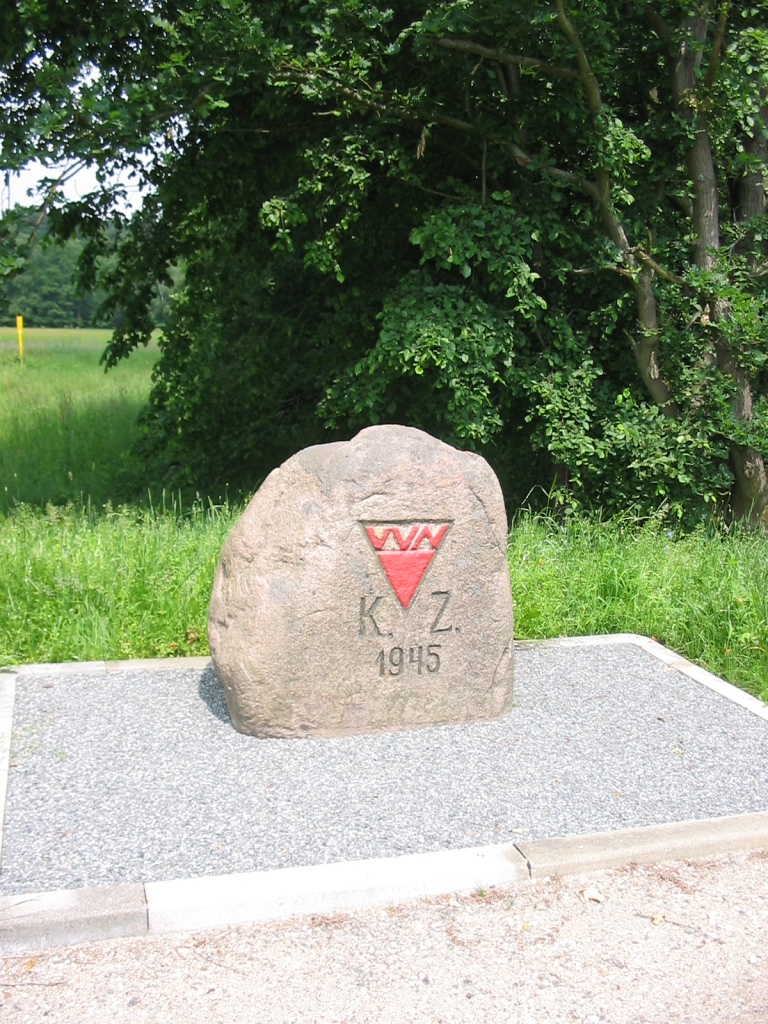
Minnesmärke i Wöbbelin.

I andra världskrigets slutskede, i februari 1945, inrättades ett koncentrationsläger i Wöbbelin (satellittläger till KZ Neuengamme) för interner som SS hade evakuerat från andra läger. Lägret i Wöbbelin befriades den 2 maj 1945.

### Befolkningsutveckling
Källa:

## Kommunikationer
Genom Wöbbelin går förbundsvägen (tyska:Bundesstraße) B 106 (Ludwigslust–Wismar).